# Debbie McCormick
Deborah („Debbie“) McCormick (* 8. Januar 1974 in Saskatoon, Saskatchewan, Kanada als Deborah Henry) ist eine US-amerikanische Curlerin. Sie spielt auf der Position des Skip und ist Mitglied des Madison CC.
McCormick nahm 1989, 1991, 1992, 1993 und 1994 an insgesamt fünf Curling-Juniorenweltmeisterschaften teil. In den Jahren 1992 und 1994 gewann sie die Silbermedaille und 1993 die Bronzemedaille.
Bei der Curling-Weltmeisterschaft spielte McCormick bisher fünfmal in amerikanischen Teams und zwar in den Jahren 1996, 2001, 2003 und 2006 bis 2009. Dabei konnte sie 2003 den Titel gewinnen. 1996 und 2006 gewann sie die Silbermedaille.
1998 nahm McCormick erstmals an den Olympischen Winterspielen teil, die im japanischen Nagano ausgetragen wurden. Die Mannschaft, in der McCormick als Second spielte, erreichte den fünften Platz.
Als Third nahm McCormick an den Olympischen Winterspielen 2002 in Salt Lake City teil. Die Mannschaft belegte den vierten Platz nach einem Ergebnis von 5:9 gegen Kanada im Spiel um den dritten Platz.
Am 28. Februar 2009 gewann McCormick die US-amerikanischen Olympic Curling Trails mit ihrem Team Third Allison Pottinger, Second Nicole Joraanstad, Lead Natalie Nicholson, Alternate Tracy Sachtjen und spielte mit ihrem Team bei den XXI. Olympischen Winterspielen im Curling. Die Mannschaft belegte den zehnten Platz.